# Lijst van onroerend erfgoed in Sint-Amandsberg
Een overzicht van het onroerend erfgoed in Sint-Amandsberg. Het onroerend erfgoed maakt deel uit van het cultureel erfgoed in België.
| Object                                                                            | Erfgoedstatus?        | Bouwjaar of architect   | Deelgemeente    | Adres                                                   | Coördinaten                  | Nummer? | Afbeelding                                                                        |
| --------------------------------------------------------------------------------- | --------------------- | ----------------------- | --------------- | ------------------------------------------------------- | ---------------------------- | ------- | --------------------------------------------------------------------------------- |
| Burgerhuis ontworpen door F. Todt                                                 |                       |                         | Sint-Amandsberg | Aannemersstraat 179                                     | 51° 2' 60" NB, 3° 45' 0" OL  | 26702   | Burgerhuis ontworpen door F. Todt                                                 |
| Neoclassicistisch burgerhuis                                                      |                       |                         | Sint-Amandsberg | Aannemersstraat 186                                     | 51° 2' 59" NB, 3° 45' 7" OL  | 26703   | Neoclassicistisch burgerhuis                                                      |
| Steegbeluik Braeckmancité                                                         |                       |                         | Sint-Amandsberg | Achterstraat 64-100                                     | 51° 3' 42" NB, 3° 45' 5" OL  | 26704   | Steegbeluik Braeckmancité                                                         |
| Drie burgerhuizen ontworpen door J. Rooms                                         |                       |                         | Sint-Amandsberg | Achterstraat 77-83                                      | 51° 3' 45" NB, 3° 45' 5" OL  | 26707   | Drie burgerhuizen ontworpen door J. Rooms                                         |
| Rijhuis ontworpen door H. en R. Vaerwyck                                          |                       |                         | Sint-Amandsberg | Adolf Baeyensstraat 5-9                                 | 51° 3' 26" NB, 3° 45' 5" OL  | 26712   | Rijhuis ontworpen door H. en R. Vaerwyck                                          |
| Ensemble van drie burgerhuizen                                                    |                       |                         | Sint-Amandsberg | Adolf Baeyensstraat 25-29                               | 51° 3' 25" NB, 3° 45' 7" OL  | 26713   | Ensemble van drie burgerhuizen                                                    |
| Burgerhuis                                                                        |                       |                         | Sint-Amandsberg | Adolf Baeyensstraat 31                                  | 51° 3' 24" NB, 3° 45' 7" OL  | 26714   | Upload foto                                                                       |
| Burgerhuis                                                                        |                       |                         | Sint-Amandsberg | Adolf Baeyensstraat 33-35                               | 51° 3' 24" NB, 3° 45' 7" OL  | 26715   | Burgerhuis                                                                        |
| Burgerhuis                                                                        |                       |                         | Sint-Amandsberg | Adolf Baeyensstraat 47                                  | 51° 3' 23" NB, 3° 45' 8" OL  | 26716   | Burgerhuis                                                                        |
| Ensemble van twee burgerhuizen                                                    |                       |                         | Sint-Amandsberg | Adolf Baeyensstraat 70-72                               | 51° 3' 20" NB, 3° 45' 7" OL  | 26717   | Ensemble van twee burgerhuizen                                                    |
| Neogotisch burgerhuis                                                             |                       |                         | Sint-Amandsberg | Adolf Baeyensstraat 74                                  | 51° 3' 20" NB, 3° 45' 8" OL  | 26718   | Upload foto                                                                       |
| Neogotische burgerhuizen                                                          |                       |                         | Sint-Amandsberg | Adolf Baeyensstraat 76-78                               | 51° 3' 20" NB, 3° 45' 8" OL  | 26719   | Upload foto                                                                       |
| Parochiekerk Onze-Lieve-Vrouw van de Oude Bareel                                  | Monument              | 1930 Valentin Vaerwijck | Sint-Amandsberg | Antwerpsesteenweg                                       | 51° 4' 27" NB, 3° 46' 46" OL | 26720   | Parochiekerk Onze-Lieve-Vrouw van de Oude Bareel                                  |
| Burgerhuis                                                                        |                       |                         | Sint-Amandsberg | Antwerpsesteenweg 67                                    | 51° 3' 32" NB, 3° 44' 39" OL | 26721   | Burgerhuis                                                                        |
| Twee neoclassicistische burgerhuizen                                              |                       |                         | Sint-Amandsberg | Antwerpsesteenweg 69-71                                 | 51° 3' 32" NB, 3° 44' 39" OL | 26722   | Twee neoclassicistische burgerhuizen                                              |
| Burgerhuis                                                                        |                       |                         | Sint-Amandsberg | Antwerpsesteenweg 197-199                               | 51° 3' 37" NB, 3° 44' 49" OL | 26723   | Burgerhuis                                                                        |
| Burgerhuis                                                                        |                       |                         | Sint-Amandsberg | Antwerpsesteenweg 201                                   | 51° 3' 38" NB, 3° 44' 49" OL | 26724   | Burgerhuis                                                                        |
| Burgerhuis                                                                        |                       |                         | Sint-Amandsberg | Antwerpsesteenweg 205                                   | 51° 3' 38" NB, 3° 44' 50" OL | 26725   | Burgerhuis                                                                        |
| Burgerhuis                                                                        |                       |                         | Sint-Amandsberg | Antwerpsesteenweg 231                                   | 51° 3' 41" NB, 3° 44' 53" OL | 26727   | Burgerhuis                                                                        |
| Huis De Kapelle                                                                   | Monument              |                         | Sint-Amandsberg | Antwerpsesteenweg 233                                   | 51° 3' 41" NB, 3° 44' 54" OL | 26728   | Huis De Kapelle                                                                   |
| Burgerhuis, gedateerd 1890                                                        |                       |                         | Sint-Amandsberg | Antwerpsesteenweg 239                                   | 51° 3' 42" NB, 3° 44' 54" OL | 26729   | Burgerhuis, gedateerd 1890                                                        |
| Neotraditioneel burgerhuis                                                        |                       |                         | Sint-Amandsberg | Antwerpsesteenweg 247                                   | 51° 3' 42" NB, 3° 44' 55" OL | 26730   | Neotraditioneel burgerhuis                                                        |
| Oud gemeentehuis Sint-Amandsberg                                                  | Monument              | Modeste de Noyette      | Sint-Amandsberg | Antwerpsesteenweg                                       | 51° 3' 43" NB, 3° 44' 57" OL | 26731   | Oud gemeentehuis Sint-Amandsberg                                                  |
| Drie stadswoningen                                                                |                       |                         | Sint-Amandsberg | Antwerpsesteenweg 255-259                               | 51° 3' 47" NB, 3° 45' 2" OL  | 26732   | Drie stadswoningen                                                                |
| Ensemble van drie burgerhuizen ontworpen door J. Rooms                            |                       |                         | Sint-Amandsberg | Antwerpsesteenweg 260-264                               | 51° 3' 33" NB, 3° 44' 45" OL | 26733   | Ensemble van drie burgerhuizen ontworpen door J. Rooms                            |
| Herenhuis ontworpen door J. Rooms                                                 |                       |                         | Sint-Amandsberg | Antwerpsesteenweg 271                                   | 51° 3' 49" NB, 3° 45' 4" OL  | 26737   | Herenhuis ontworpen door J. Rooms                                                 |
| Twee burgerhuizen ontworpen door J. Rooms                                         |                       |                         | Sint-Amandsberg | Antwerpsesteenweg 273                                   | 51° 3' 49" NB, 3° 45' 4" OL  | 26738   | Twee burgerhuizen ontworpen door J. Rooms                                         |
| Burgerhuis                                                                        |                       |                         | Sint-Amandsberg | Antwerpsesteenweg 276                                   | 51° 3' 34" NB, 3° 44' 47" OL | 26739   | Burgerhuis                                                                        |
| Burgerhuis ontworpen door J. Rooms                                                |                       |                         | Sint-Amandsberg | Antwerpsesteenweg 286                                   | 51° 3' 35" NB, 3° 44' 48" OL | 26740   | Burgerhuis ontworpen door J. Rooms                                                |
| Burgerhuis                                                                        |                       |                         | Sint-Amandsberg | Antwerpsesteenweg 290                                   | 51° 3' 35" NB, 3° 44' 49" OL | 26741   | Burgerhuis                                                                        |
| Burgerhuis                                                                        |                       |                         | Sint-Amandsberg | Antwerpsesteenweg 294                                   | 51° 3' 35" NB, 3° 44' 49" OL | 26742   | Burgerhuis                                                                        |
| Twee gelijkaardige burgerhuizen ontworpen door J. Rooms                           |                       |                         | Sint-Amandsberg | Antwerpsesteenweg 295-297                               | 51° 3' 51" NB, 3° 45' 5" OL  | 26743   | Twee gelijkaardige burgerhuizen ontworpen door J. Rooms                           |
| Burgerhuis                                                                        |                       |                         | Sint-Amandsberg | Antwerpsesteenweg 300                                   | 51° 3' 36" NB, 3° 44' 50" OL | 26745   | Burgerhuis                                                                        |
| Burgerhuizen                                                                      |                       |                         | Sint-Amandsberg | Antwerpsesteenweg 304-306, 304A-B                       | 51° 3' 36" NB, 3° 44' 50" OL | 26746   | Burgerhuizen                                                                      |
| Winkelhuis ontworpen door J. Rooms                                                |                       |                         | Sint-Amandsberg | Antwerpsesteenweg 303                                   | 51° 3' 51" NB, 3° 45' 6" OL  | 26747   | Winkelhuis ontworpen door J. Rooms                                                |
| Neoclassicistisch burgerhuis                                                      |                       |                         | Sint-Amandsberg | Antwerpsesteenweg 420                                   | 51° 3' 45" NB, 3° 45' 3" OL  | 26748   | Neoclassicistisch burgerhuis                                                      |
| Hoekhuis Huis Malfait                                                             | niet bewaard          |                         | Sint-Amandsberg | Antwerpsesteenweg 446-448                               | 51° 3' 47" NB, 3° 45' 5" OL  | 26749   | Hoekhuis Huis Malfait                                                             |
| Kasteel Potuit                                                                    |                       |                         | Sint-Amandsberg | Antwerpsesteenweg 528-530                               | 51° 3' 53" NB, 3° 45' 12" OL | 26750   | Kasteel Potuit                                                                    |
| Oranjerie van kasteel Potuit                                                      |                       |                         | Sint-Amandsberg | Antwerpsesteenweg                                       | 51° 3' 53" NB, 3° 45' 14" OL | 26751   | Oranjerie van kasteel Potuit                                                      |
| Villa Marcelle                                                                    |                       |                         | Sint-Amandsberg | Antwerpsesteenweg 561                                   | 51° 4' 6" NB, 3° 45' 42" OL  | 26752   | Villa Marcelle                                                                    |
| Villa                                                                             |                       |                         | Sint-Amandsberg | Antwerpsesteenweg 641-643                               | 51° 4' 13" NB, 3° 46' 2" OL  | 26753   | Villa                                                                             |
| Kliniek Sint-Amandus                                                              |                       |                         | Sint-Amandsberg | Antwerpsesteenweg 768                                   | 51° 4' 2" NB, 3° 45' 45" OL  | 26754   | Kliniek Sint-Amandus                                                              |
| Villa in art-nouveaustijl                                                         |                       |                         | Sint-Amandsberg | Antwerpsesteenweg 970                                   | 51° 4' 25" NB, 3° 46' 42" OL | 26755   | Villa in art-nouveaustijl                                                         |
| Stadswoningen                                                                     |                       |                         | Sint-Amandsberg | Azaleastraat 1-13                                       | 51° 3' 44" NB, 3° 45' 6" OL  | 26756   | Stadswoningen                                                                     |
| Stadswoningen in eenheidsbebouwing                                                |                       |                         | Sint-Amandsberg | Azaleastraat 4-10                                       | 51° 3' 42" NB, 3° 45' 5" OL  | 26757   | Stadswoningen in eenheidsbebouwing                                                |
| Hoeve                                                                             |                       |                         | Sint-Amandsberg | Beelbroekstraat 10                                      | 51° 4' 23" NB, 3° 46' 52" OL | 26758   | Hoeve                                                                             |
| Neoclassicistisch burgerhuis                                                      |                       |                         | Sint-Amandsberg | Beelbroekstraat 42                                      | 51° 4' 10" NB, 3° 47' 7" OL  | 26759   | Neoclassicistisch burgerhuis                                                      |
| Villa ontworpen door J. Rooms                                                     |                       |                         | Sint-Amandsberg | Beelbroekstraat 63                                      | 51° 4' 16" NB, 3° 47' 6" OL  | 26761   | Villa ontworpen door J. Rooms                                                     |
| Twee reeksen woonhuizen in eenheidsbebouwing                                      |                       |                         | Sint-Amandsberg | Beeldhouwersstraat 49-57                                | 51° 3' 3" NB, 3° 44' 52" OL  | 26762   | Twee reeksen woonhuizen in eenheidsbebouwing                                      |
| Twee burgerhuizen ontworpen door J. Rooms                                         |                       |                         | Sint-Amandsberg | Bloemistenstraat 40-42                                  | 51° 3' 45" NB, 3° 45' 5" OL  | 26764   | Twee burgerhuizen ontworpen door J. Rooms                                         |
| Hoekhuis ontworpen door J. Rooms                                                  |                       |                         | Sint-Amandsberg | Bloemistenstraat 44                                     | 51° 3' 45" NB, 3° 45' 6" OL  | 26765   | Hoekhuis ontworpen door J. Rooms                                                  |
| Villa Les Gnomes                                                                  | Monument              | ca. 1930 Geo Henderick  | Sint-Amandsberg | Gustaaf Carelshof 4                                     | 51° 4' 11" NB, 3° 46' 20" OL | 26766   | Villa Les Gnomes                                                                  |
| Kasteel Silford, Carelshof                                                        |                       |                         | Sint-Amandsberg | Gustaaf Carelshof 35                                    | 51° 4' 9" NB, 3° 46' 22" OL  | 26767   | Kasteel Silford, Carelshof                                                        |
| Chinees Paviljoen                                                                 |                       |                         | Sint-Amandsberg | Gustaaf Carelshof 66                                    | 51° 4' 11" NB, 3° 46' 17" OL | 26768   | Chinees Paviljoen                                                                 |
| Neoclassicistisch herenhuis                                                       |                       |                         | Sint-Amandsberg | Dendermondsesteenweg 212                                | 51° 3' 9" NB, 3° 44' 46" OL  | 26770   | Neoclassicistisch herenhuis                                                       |
| Winkel                                                                            |                       |                         | Sint-Amandsberg | Dendermondsesteenweg 251                                | 51° 3' 10" NB, 3° 44' 51" OL | 26773   | Winkel                                                                            |
| Neoclassicistische burgerhuizen                                                   |                       |                         | Sint-Amandsberg | Dendermondsesteenweg 253-255                            | 51° 3' 10" NB, 3° 44' 51" OL | 26774   | Neoclassicistische burgerhuizen                                                   |
| Twee burgerhuizen                                                                 |                       |                         | Sint-Amandsberg | Destelbergenstraat 121-123                              | 51° 3' 5" NB, 3° 45' 25" OL  | 26775   | Twee burgerhuizen                                                                 |
| Twee burgerhuizen                                                                 |                       |                         | Sint-Amandsberg | Grondwetlaan 84-86                                      | 51° 4' 3" NB, 3° 45' 5" OL   | 26776   | Twee burgerhuizen                                                                 |
| Begijnhofkerk Heilige Elisabeth van Hongarije, Heilige Michael en Heilige Engelen | Monument              | Jean-Baptiste Bethune   | Sint-Amandsberg | Groot Begijnhof                                         | 51° 3' 25" NB, 3° 44' 24" OL | 26777   | Begijnhofkerk Heilige Elisabeth van Hongarije, Heilige Michael en Heilige Engelen |
| Kapel Sint-Antonius van Padua                                                     | Monument              |                         | Sint-Amandsberg | Groot Begijnhof                                         | 51° 3' 24" NB, 3° 44' 48" OL | 26778   | Kapel Sint-Antonius van Padua                                                     |
| Zestien tuinwijkwoningen ontworpen door V. Vaerwyck                               |                       |                         | Sint-Amandsberg | Halvemaanstraat 2-32                                    | 51° 3' 49" NB, 3° 44' 48" OL | 26780   | Zestien tuinwijkwoningen ontworpen door V. Vaerwyck                               |
| Twee burgerhuizen                                                                 |                       |                         | Sint-Amandsberg | Halvemaanstraat 44B                                     | 51° 3' 46" NB, 3° 44' 46" OL | 26781   | Twee burgerhuizen                                                                 |
| Grote School V. Braeckman-Van Biezen                                              |                       |                         | Sint-Amandsberg | Halvemaanstraat 94-96, 94A-B                            | 51° 3' 42" NB, 3° 44' 43" OL | 26782   | Grote School V. Braeckman-Van Biezen                                              |
| Burgerhuizen ontworpen door J. Rooms                                              |                       |                         | Sint-Amandsberg | Halvemaanstraat 125-135                                 | 51° 3' 40" NB, 3° 44' 45" OL | 26787   | Burgerhuizen ontworpen door J. Rooms                                              |
| Maalderij Capiteyn                                                                | Monument              |                         | Sint-Amandsberg | Halvemaanstraat 137                                     | 51° 3' 39" NB, 3° 44' 45" OL | 26788   | Maalderij Capiteyn                                                                |
| Burgerhuis met kastkapel                                                          |                       |                         | Sint-Amandsberg | Heernisplein 17-25                                      | 51° 3' 8" NB, 3° 44' 53" OL  | 26789   | Burgerhuis met kastkapel                                                          |
| Parochiekerk Heilig Hart                                                          |                       |                         | Sint-Amandsberg | Heilig-Hartplein                                        | 51° 3' 15" NB, 3° 44' 59" OL | 26790   | Parochiekerk Heilig Hart                                                          |
| Boerenwoning                                                                      |                       |                         | Sint-Amandsberg | Heiveldstraat 350                                       | 51° 3' 60" NB, 3° 46' 29" OL | 26791   | Boerenwoning                                                                      |
| Villa en wintertuin van bloemisterij J.P. Hartmann                                |                       |                         | Sint-Amandsberg | Henri Van Cleemputteplein 1-2                           | 51° 3' 27" NB, 3° 45' 4" OL  | 26792   | Villa en wintertuin van bloemisterij J.P. Hartmann                                |
| Hof van Heirlegem                                                                 |                       |                         | Sint-Amandsberg | Herlegemstraat 13                                       | 51° 3' 8" NB, 3° 45' 22" OL  | 26793   | Hof van Heirlegem                                                                 |
| Elektriciteitscabine                                                              |                       |                         | Sint-Amandsberg | Johannes Hartmannlaan 2-4                               | 51° 3' 26" NB, 3° 45' 4" OL  | 26794   | Elektriciteitscabine                                                              |
| Burgerhuis in art nouveau                                                         |                       |                         | Sint-Amandsberg | Jos Verdegemstraat 43                                   | 51° 3' 19" NB, 3° 45' 8" OL  | 26795   | Burgerhuis in art nouveau                                                         |
| Burgerhuis                                                                        |                       |                         | Sint-Amandsberg | Jos Verdegemstraat 47                                   | 51° 3' 19" NB, 3° 45' 9" OL  | 26796   | Burgerhuis                                                                        |
| Burgerhuizen                                                                      |                       |                         | Sint-Amandsberg | Kunstenaarstraat 6-8, 9-12, 13-15, 16-17, 27-30, 31, 45 | 51° 3' 8" NB, 3° 44' 50" OL  | 26797   | Burgerhuizen                                                                      |
| Ensemble van zeven burgerhuizen en katoenspinnerij en -weverij Van Temsche        |                       |                         | Sint-Amandsberg | Kunstenaarstraat 68-80                                  | 51° 3' 4" NB, 3° 44' 45" OL  | 26798   | Ensemble van zeven burgerhuizen en katoenspinnerij en -weverij Van Temsche        |
| Twee burgerhuizen, gedateerd 1904                                                 |                       |                         | Sint-Amandsberg | Kunstenaarstraat 82-84                                  | 51° 3' 4" NB, 3° 44' 44" OL  | 26799   | Twee burgerhuizen, gedateerd 1904                                                 |
| Burgerhuis Werk en Kunst                                                          |                       |                         | Sint-Amandsberg | Kunstenaarstraat 97                                     | 51° 3' 1" NB, 3° 44' 43" OL  | 26800   | Burgerhuis Werk en Kunst                                                          |
| Burgerhuis                                                                        |                       |                         | Sint-Amandsberg | Kunstenaarstraat 99                                     | 51° 3' 1" NB, 3° 44' 43" OL  | 26801   | Burgerhuis                                                                        |
| Vijf appartementsgebouwen ontworpen door Vaerwyck-Suys                            |                       |                         | Sint-Amandsberg | Land van Waaslaan 111-131                               | 51° 3' 30" NB, 3° 44' 46" OL | 26802   | Vijf appartementsgebouwen ontworpen door Vaerwyck-Suys                            |
| Pastorie Heilig-Hartparochie                                                      |                       |                         | Sint-Amandsberg | Louis Schuermanstraat 1                                 | 51° 3' 13" NB, 3° 44' 57" OL | 26803   | Pastorie Heilig-Hartparochie                                                      |
| Klooster en school van de zusters van Onze-Lieve-Vrouw Visitatie                  |                       |                         | Sint-Amandsberg | Louis Schuermanstraat 3                                 |                              | 26804   | Klooster en school van de zusters van Onze-Lieve-Vrouw Visitatie                  |
| Twee burgerhuizen                                                                 |                       |                         | Sint-Amandsberg | Louis Schuermanstraat 4-6                               | 51° 3' 13" NB, 3° 44' 56" OL | 26805   | Twee burgerhuizen                                                                 |
| Blauwselfabriek                                                                   |                       |                         | Sint-Amandsberg | Nijverheidskaai 2                                       | 51° 2' 51" NB, 3° 45' 24" OL | 26806   | Blauwselfabriek                                                                   |
| Bakkerij                                                                          |                       |                         | Sint-Amandsberg | Nijverheidstraat 8                                      | 51° 3' 9" NB, 3° 44' 43" OL  | 26807   | Bakkerij                                                                          |
| Burgerhuis, gedateerd 1905                                                        |                       |                         | Sint-Amandsberg | Nijverheidstraat 10                                     | 51° 3' 9" NB, 3° 44' 43" OL  | 26808   | Burgerhuis, gedateerd 1905                                                        |
| Ensemble van drie eclectische burgerhuizen                                        |                       |                         | Sint-Amandsberg | Nijverheidstraat 28-34                                  | 51° 3' 8" NB, 3° 44' 42" OL  | 26809   | Ensemble van drie eclectische burgerhuizen                                        |
| Hoekhuis en drie burgerhuizen                                                     |                       |                         | Sint-Amandsberg | Nijverheidstraat 33-43                                  | 51° 3' 6" NB, 3° 44' 43" OL  | 26810   | Hoekhuis en drie burgerhuizen                                                     |
| Burgerhuis in art nouveau                                                         |                       |                         | Sint-Amandsberg | Nijverheidstraat 61                                     | 51° 3' 5" NB, 3° 44' 43" OL  | 26811   | Burgerhuis in art nouveau                                                         |
| Burgerhuis                                                                        |                       |                         | Sint-Amandsberg | Nijverheidstraat 56-58                                  | 51° 3' 5" NB, 3° 44' 41" OL  | 26812   | Burgerhuis                                                                        |
| Hoekhuis ontworpen door G. Eysselinck                                             |                       |                         | Sint-Amandsberg | Oscar De Reusestraat 1                                  | 51° 3' 40" NB, 3° 45' 20" OL | 26813   | Hoekhuis ontworpen door G. Eysselinck                                             |
| Hoekhuis                                                                          |                       |                         | Sint-Amandsberg | Reginald Warnefordstraat 1-5                            | 51° 3' 30" NB, 3° 44' 41" OL | 26814   | Hoekhuis                                                                          |
| Hoekhuis ontworpen door J. Rooms                                                  |                       |                         | Sint-Amandsberg | Rozebroekstraat 1, 1A-B                                 | 51° 3' 45" NB, 3° 45' 8" OL  | 26815   | Hoekhuis ontworpen door J. Rooms                                                  |
| Villa en toegangshek ontworpen door G. Henderick                                  |                       |                         | Sint-Amandsberg | Rozebroekstraat 96, Victor Braeckmanlaan                | 51° 3' 39" NB, 3° 45' 19" OL | 26816   | Villa en toegangshek ontworpen door G. Henderick                                  |
| Burgerhuis                                                                        |                       |                         | Sint-Amandsberg | Scheldestraat 54                                        | 51° 3' 3" NB, 3° 44' 59" OL  | 26817   | Burgerhuis                                                                        |
| Burgerhuizen                                                                      |                       |                         | Sint-Amandsberg | Scheldestraat 56-58                                     | 51° 3' 3" NB, 3° 44' 59" OL  | 26818   | Burgerhuizen                                                                      |
| Eenheidsbebouwing                                                                 |                       |                         | Sint-Amandsberg | Bouwmeestersstraat 66, Scheldestraat 64, 64A-D          | 51° 3' 2" NB, 3° 44' 60" OL  | 26819   | Eenheidsbebouwing                                                                 |
| Neoclassicistisch burgerhuis                                                      |                       |                         | Sint-Amandsberg | Scheldestraat 95, 95A-B                                 | 51° 3' 1" NB, 3° 45' 3" OL   | 26820   | Neoclassicistisch burgerhuis                                                      |
| Burgerhuis                                                                        |                       |                         | Sint-Amandsberg | Schoolstraat 14                                         | 51° 3' 36" NB, 3° 44' 53" OL | 26821   | Burgerhuis                                                                        |
| Neoclassicistisch burgerhuis                                                      |                       |                         | Sint-Amandsberg | Schoolstraat 56                                         | 51° 3' 32" NB, 3° 44' 57" OL | 26822   | Neoclassicistisch burgerhuis                                                      |
| Burgerhuis                                                                        |                       |                         | Sint-Amandsberg | Schoolstraat 57                                         | 51° 3' 31" NB, 3° 45' 0" OL  | 26823   | Burgerhuis                                                                        |
| Drie eclectische burgerhuizen ontworpen door J. Rooms                             |                       |                         | Sint-Amandsberg | Schoolstraat 63-71                                      | 51° 3' 30" NB, 3° 45' 1" OL  | 26824   | Drie eclectische burgerhuizen ontworpen door J. Rooms                             |
| Twee neoclassicistische burgerhuizen                                              |                       |                         | Sint-Amandsberg | Toekomststraat 21-23                                    | 51° 3' 4" NB, 3° 44' 52" OL  | 26829   | Twee neoclassicistische burgerhuizen                                              |
| Herenhuis                                                                         |                       |                         | Sint-Amandsberg | Toekomststraat 41                                       | 51° 3' 2" NB, 3° 44' 50" OL  | 26830   | Upload foto                                                                       |
| Sint-Amanduskapel                                                                 | Monument              |                         | Sint-Amandsberg | Visitatiestraat                                         | 51° 3' 47" NB, 3° 44' 59" OL | 26831   | Sint-Amanduskapel                                                                 |
| Parochiekerk Heilige Amandus en Heilige Jozef                                     | stadsgezicht          |                         | Sint-Amandsberg | Visitatiestraat                                         | 51° 3' 45" NB, 3° 44' 55" OL | 26832   | Parochiekerk Heilige Amandus en Heilige Jozef                                     |
| Klooster zusters Onze-Lieve-Vrouw Visitatie                                       |                       |                         | Sint-Amandsberg | Visitatiestraat 3-5                                     | 51° 3' 45" NB, 3° 44' 53" OL | 26833   | Klooster zusters Onze-Lieve-Vrouw Visitatie                                       |
| Pastorie Sint-Amandusparochie                                                     |                       |                         | Sint-Amandsberg | Visitatiestraat 7                                       | 51° 3' 47" NB, 3° 44' 53" OL | 26834   | Pastorie Sint-Amandusparochie                                                     |
| Twee villa's naar ontwerp van J. Rooms                                            |                       |                         | Sint-Amandsberg | Visitatiestraat 134-136                                 | 51° 3' 59" NB, 3° 44' 58" OL | 26835   | Twee villa's naar ontwerp van J. Rooms                                            |
| Villa naar ontwerp van J. Rooms                                                   |                       |                         | Sint-Amandsberg | Visitatiestraat 138                                     | 51° 4' 0" NB, 3° 44' 59" OL  | 26836   | Villa naar ontwerp van J. Rooms                                                   |
| Villa naar ontwerp van J. Rooms                                                   |                       |                         | Sint-Amandsberg | Visitatiestraat 140                                     | 51° 4' 1" NB, 3° 44' 59" OL  | 26837   | Upload foto                                                                       |
| Burgerhuis Villa Leonora                                                          |                       |                         | Sint-Amandsberg | Visitatiestraat 150                                     | 51° 4' 1" NB, 3° 44' 60" OL  | 26838   | Burgerhuis Villa Leonora                                                          |
| Burgerhuis ontworpen door Urbain Crommen                                          |                       |                         | Sint-Amandsberg | Visitatiestraat 158                                     | 51° 4' 2" NB, 3° 44' 59" OL  | 26839   | Burgerhuis ontworpen door Urbain Crommen                                          |
| Twee burgerhuizen                                                                 |                       |                         | Sint-Amandsberg | Visitatiestraat 160-162                                 | 51° 4' 3" NB, 3° 44' 59" OL  | 26840   | Twee burgerhuizen                                                                 |
| Burgerhuis naar ontwerp van J. Rooms                                              |                       |                         | Sint-Amandsberg | Visitatiestraat 168                                     | 51° 4' 3" NB, 3° 44' 59" OL  | 26841   | Burgerhuis naar ontwerp van J. Rooms                                              |
| Villa in cottagestijl                                                             |                       |                         | Sint-Amandsberg | Waterdreef 13                                           | 51° 4' 28" NB, 3° 45' 27" OL | 26842   | Villa in cottagestijl                                                             |
| Hoeve Schuurgoed                                                                  | Monument              |                         | Sint-Amandsberg | Westveldstraat 1                                        | 51° 4' 2" NB, 3° 46' 38" OL  | 26843   | Hoeve Schuurgoed                                                                  |
| Herenhuis                                                                         |                       |                         | Sint-Amandsberg | Schoolstraat 13                                         | 51° 3' 37" NB, 3° 44' 56" OL | 83765   | Herenhuis                                                                         |
| Begraafplaats Campo Santo                                                         | Monument stadsgezicht |                         | Sint-Amandsberg | Visitatiestraat                                         | 51° 3' 48" NB, 3° 44' 58" OL | 200725  | Begraafplaats Campo Santo                                                         |
| Parochiekerk Heilig Kruis                                                         |                       |                         | Sint-Amandsberg | Heilig-Kruisplein 10                                    |                              | 201318  | Parochiekerk Heilig Kruis                                                         |
| Oorlogsmonument                                                                   | Monument              |                         | Sint-Amandsberg | Antwerpsesteenweg                                       |                              | 212463  | Oorlogsmonument                                                                   |
| Bloemisterij                                                                      |                       |                         | Sint-Amandsberg | Alfons Braeckmanlaan 430                                |                              | 215677  | Bloemisterij                                                                      |
| Reclamemuurschildering voor Sunlight-zeep                                         |                       |                         | Sint-Amandsberg | Achterstraat 116                                        |                              | 217077  | Reclamemuurschildering voor Sunlight-zeep                                         |
| Architectenwoning Eric Balliu                                                     |                       |                         | Sint-Amandsberg | Isidoor De Vosstraat 98                                 |                              | 217105  | Architectenwoning Eric Balliu                                                     |
| Woning Gardelein                                                                  |                       |                         | Sint-Amandsberg | Isidoor De Vosstraat 106                                |                              | 217106  | Upload foto                                                                       |

### Bouwkundige gehelen
| Object          | Erfgoedstatus? | Bouwjaar of architect                       | Deelgemeente    | Adres                | Coördinaten | Nummer? | Afbeelding      |
| --------------- | -------------- | ------------------------------------------- | --------------- | -------------------- | ----------- | ------- | --------------- |
| Groot Begijnhof | Monument       | 1874 Arthur Verhaegen Jean-Baptiste Bethune | Sint-Amandsberg | Groot Begijnhof 2-98 |             | 122162  | Groot Begijnhof |

Gent sensu stricto, alfabetisch op straatnaam: A · B · Bu · C · D · E · F · G · H · I · J · K · Ka · Ko · L · M · N · O · P · Q · R · S · Sint · T · UV · W · XYZ

Overige deelgemeenten: Afsnee · Drongen · Desteldonk · Gentbrugge · Ledeberg · Mariakerke · Mendonk · Oostakker · Sint-Amandsberg · Sint-Denijs-Westrem · Sint-Kruis-Winkel · Wondelgem · Zwijnaarde

Lijst van onroerend erfgoed in Oost-Vlaanderen